# ديك كوزاك
ديك كوزاك (بالإنجليزية: Dick Cusack)‏ مواليد 29 أغسطس 1925 في نيويورك، نيويورك، الولايات المتحدة - الوفاة 2 يونيو 2003 في إيفانستون، الولايات المتحدة، هو ممثل وكاتب سيناريو أمريكي بدأ مسيرته الفنية سنة 1970.

## الأعمال

### أفلام
- الهارب (1993)

### مسلسلات
- طبعة مبكرة (1997)

## الجوائز
| السنة | الجائزة                    | النتيجة | مرجع |
| ----- | -------------------------- | ------- | ---- |
| 2000  | جمعية شيكاغو لنقاد السينما | فوز     |      |

## روابط خارجية
- ديك كوزاك على موقع IMDb (الإنجليزية)
- ديك كوزاك على موقع قاعدة بيانات الفيلم (الإنجليزية)